# 利率風險結構
債券主要的差異是發行人與到期期限，到期期限相同、發行人不同所導致的債券利率差異稱為利率的風險結構（risk structure of interest rates）。影響債券的風險結構的要素主要是倒帳風險（default risk）和流動性（liquidity），某些情況會有所得稅考量（tax considerations）。

### 利率的風險結構與經濟景氣的關聯
可以從利率的風險結構看出經濟景氣的走向：當景氣狀況變好時，風險貼水及利差縮小；反之，當景氣狀況變差時，風險貼水及利差擴大。因為在景氣良好時，投資人較易忽略投資公司的財務狀況；但景氣狀況差時，財務狀況差的公司債券相對需求就會下降，導致利率上升，風險貼水及利差上升。